# Червен серау
Червен серау (Capricornis rubidus) е вид бозайник от семейство Кухороги (Bovidae). Видът е застрашен от изчезване.

## Разпространение и местообитание
Разпространен е в Мианмар.